# Irene Moors
Irene Lucia Moors (Alkmaar, 18 juni 1967) is een Nederlandse televisiepresentatrice en actrice. In haar latere carrière is zij ook als imitator bekend geworden. Na 26 jaar bij RTL 4 gepresenteerd te hebben, stapte ze in januari 2016 over naar SBS6. Vanaf februari 2019 liep haar contract bij SBS6 af, waarna ze zich inzet voor verschillende opdrachtgevers. Moors heeft veel televisieprijzen gewonnen, waaronder de Zilveren Televizier-ster als beste vrouwelijke televisiepersoonlijkheid in 2002 en in 2010 de Gouden Televizier-Ring met haar programma De TV Kantine, dat ze samen met haar tv-partner Carlo Boszhard ontwikkelde.

## Levensloop

### Beginjaren
Moors werd geboren in Alkmaar, maar verhuisde vrijwel gelijk naar Haarlem, waar ze de rest van haar jeugd doorbracht. Na de lagere school ging ze naar de havo, waarna ze een opleiding tot medisch secretaresse volgde en het diploma NIMA-A en NIMA B (marketing management) behaalde.

### Carrière
Moors debuteerde op de televisie op 8 oktober 1988 bij het NCRV-programma Dit is Disney, nadat ze eerder bij de redactie van het weekblad Donald Duck werkte. In 1989, bij de introductie van commerciële televisie in Nederland, stapte ze over naar RTL Véronique (het latere RTL 4). Hier was ze een tijdje omroepster en begon ze met het presenteren van Telekids. Dat deed ze van 2 oktober 1989, en vanaf 1993 samen met Carlo Boszhard, tot 2 oktober 1999. Zij presenteerden samen eerder al Hitbingo. Telekids werd een succes door hun samenwerking en chemie. Na tien jaar besloot het duo te stoppen, want het programma had volgens hen het hoogtepunt bereikt. Voor het programma Telekids ontvingen Moors en Boszhard in 1997 de MARGRIET Kinder TV Prijs.
Toen Telekids stopte, kwamen Boszhard en Moors in september 2000 terug met een nieuw programma op de zondagmiddag: Life and Cooking. Dit programma was te zien tot en met 31 mei 2009. Op 6 september 2009 ging het programma na een sponsorwisseling verder onder de naam Carlo & Irene: Life4You. Op 31 mei 2015 stopt ook dit programma en samen hebben Carlo en Irene uiteindelijk 600 afleveringen gemaakt op de zondagmiddag. In 2003 was het programma genomineerd voor de Gouden Televizier-Ring, maar won de prijs niet.
Begin 1995 scoorde Moors een nummer 1-hit in zowel de Nederlandse Top 40 als de Mega Top 50 met het nummer No Limit (samen met De Smurfen), een kinderversie van de gelijknamige hit van 2 Unlimited. Nadat Telekids stopte, ging Moors samen met Carlo Boszhard het programma Life & Cooking presenteren. Verschillende programma's, waarvan verscheidene met Boszhard, volgden. In 2002 ontving ze de Zilveren Televizier-ster als beste televisievrouw.
In 2005 kwam een programma van Irene Moors enigszins in opspraak, nadat medium Robbert van den Broeke in het programma Er is zoveel meer niet integer gewerkt bleek te hebben. In een van zijn 'boodschappen' nam Van den Broeke een spelfout direct over van het internet (genverbrander, waar geneverbrander bedoeld werd). RTL besloot na de commotie de herhalingen van het programma niet meer uit te zenden.
In 2005 begon ze een eigen productiebedrijf, House of Television. Haar eerste productie was het programma Er is zoveel meer. Ook produceerde ze veel culinaire tv programma's met Rudolph van Veen. Na 10 jaar is ze gestopt met eigen producties. In de zomer van 2006 was Moors kort werkzaam bij RTL FM als vervanger van Marjon Keller die op zwangerschapsverlof was. Het presenteren was van korte duur, omdat door een rechtszaak verloren van 100%NL, RTL FM gedwongen werd door de overheid de frequenties te verlaten. Vier van de vijf presentatoren werden ontslagen. Eind 2007 zorgde Moors voor de verschijning van vier dvd's van de serie Pittige tijden.
In 2008 bleek uit een enquête van het AVRO-programmablad Televizier dat vrouwen het liefst Moors als presentatrice zien. Mannen zouden Anita Witzier de beste presentatrice vinden. In 2009 ontving Moors de Covergirl Award van de Beau Monde.
Vanaf 2009 speelde Moors samen met Carlo Boszhard in de serie De TV Kantine, een programma waarin diverse BN'ers worden gepersifleerd. Hiervoor zaten beide acteurs voor elk typetje anderhalf uur in de grime. Persiflages gespeeld door Moors zijn onder anderen Marijke Helwegen, Clairy Polak, Gerda Smit, Sonja Bakker, Wendy van Dijk, Anky van Grunsven, Patty Brard en Kim Holland. Ter gelegenheid van het twintigjarig bestaan van RTL in 2009 verscheen er een extra aflevering van De TV Kantine waarin Moors onder anderen Nicolette van Dam en Linda de Mol persifleerde.
In 2010 won zij met het programma De TV Kantine een Beeld en Geluid Award in de categorie Amusement en de Gouden Televizier-Ring 2010 voor Beste programma van het afgelopen televisieseizoen. In 2012 ontving De TV Kantine de Internationale Montreux Comedy Award. In november 2021 werd bekend dat Moors zou stoppen met het programma.
In 2010 werd Moors samen met haar collega Boszhard gelauwerd met de Society Award. In 2011 won Moors de Vrouw Award van dagblad De Telegraaf. Hetzelfde jaar presenteerde ze met Boszhard het Musical Awards Gala.
In 2014 speelde Moors mee in de show Kerst Met een Grote K van Karin Bloemen. Hierin zong Moors het speciaal voor haar door Sara Kroos geschreven lied Voor Het Eerst. Na liveoptredens bij Carlo & Irene: Life4You en 3FM Serious Request 2014 werd het nummer digitaal op single uitgebracht. In 2016 presenteert ze bij RTL 4 het programma Zeesterren. Hiermee verving ze Beau van Erven Dorens, die dit programma oorspronkelijk zou presenteren maar die het daarvoor te druk bleek te hebben. Speciaal hiervoor werd ze last minute ingevlogen. Van 2017 tot en met 2019 zat Moors in de vakjury van de Musical Awards, die tijdens het Musical Awards Gala worden uitgereikt.
Op 22 januari 2016 werd bekendgemaakt dat Irene een 3-jarig contract had getekend bij SBS6 en daarmee na 26 jaar RTL 4 verliet. Het eerste programma dat ze voor SBS6 deed was De Vreemde Eend, een panelprogramma met Gerard Joling en Jeroen van der Boom. In augustus 2016 volgde Over smaak valt te twisten, een kookwedstrijd. Rudolph van Veen was hierin ook te zien. Ze werkte eerder met hem samen in Life and Cooking en Carlo & Irene: Life4You. Vanaf november kwam Moors met haar zaterdagavondpraatprogramma Naar bed met Irene. In 2017 presenteerde ze het programma De perfecte vraag waarin de kandidaten zelf de vraag moeten stellen.
Op 4 december 2018 maakte Talpa Networks bekend dat Moors op eigen verzoek de zender zou verlaten en haar contract per februari 2019 zou aflopen. Moors zet zich vanaf dan in voor verschillende opdrachtgevers en was in 2019 onder meer te zien als jurylid bij het RTL-programma Dancing with the Stars. Daarnaast was ze in 2019 te zien als invalpresentatrice bij Koffietijd en 5 Uur Live. Ook is ze betrokken bij FoodFirst Network.
In 2019 presenteert ze de nabespreking van Heel Holland Bakt. Ze presenteert het programma Doorbakken dat tijdens het zevende seizoen van Heel Holland Bakt wordt uitgezonden in plaats van Smaakt naar meer. Dat programma werd in het voorjaar van 2019 geschrapt omdat het te weinig jonge kijkers trok. Ze nam de presentatie van deze nabespreking over van André van Duin vanwege de ziekte en het overlijden van zijn echtgenoot Martin Elferink.
Sinds april 2024 is Moors vaste sidekick in het radioprogramma Keur in de Middag met Eddy Keur, op NPO Radio 2. Ze is om de week te horen. Wanneer ze er niet is zit Winston Gerschtanowitz naast Keur. 

## Privéleven
Moors woont in Heemstede, is gehuwd met Barry Kroon en heeft twee kinderen. Haar dochter Rosalie heeft een stem ingesproken in de film Hop (2011). Zoon Tijn maakte in 2014 zijn acteerdebuut in De Club van Sinterklaas & Het Pratende Paard. De handafdruk van Irene is te vinden op een tegel in de Walk of Fame voor het RTL gebouw in Hilversum.
In een aflevering van het televisieprogramma Verborgen verleden, uitgezonden in januari 2018, kwam Moors erachter dat ze een afstammeling is van de kunstschilders en tekenaars Bartholomeus Barbiers en Pieter Barbiers, telgen uit de Vlaams-Nederlandse familie Barbiers.

## Filmografie

### Televisieprogramma's
| Jaar            | Titel                             | Omroep/Zender | Opmerkingen                                                                                      |
| --------------- | --------------------------------- | ------------- | ------------------------------------------------------------------------------------------------ |
| 1988-1989       | Dit is Disney                     | NCRV          |                                                                                                  |
| 1989-1999       | Telekids                          | RTL 4         | samen met Carlo Boszhard                                                                         |
| 1989            |                                   | RTL Veronique | omroepster                                                                                       |
| 1990-1993       | Telekids Roadshow                 | RTL 4         | optredens en presentatie in het land                                                             |
| 1990            | Wie is Wie?                       | RTL 4         | panellid                                                                                         |
| 1991-1992       | Hitbingo                          | RTL 4         | samen met Carlo Boszhard                                                                         |
| 1992            | Ronald McDonald Comedy Award      | RTL 4         |                                                                                                  |
| 1994            | Weekendtips                       | RTL 4         |                                                                                                  |
| 1995            | Reis en Recreatie Magazine        | RTL 4         |                                                                                                  |
| 1995            | Film & Video Nieuws               | RTL 4         | invalpresentatrice                                                                               |
| 1996            | Koffietijd                        | RTL 4         | invalpresentatrice                                                                               |
| 1996-1997       | Eigen Huis & Tuin                 | RTL 4         | samen met Rob Verlinden en Nico Zwinkels                                                         |
| 1998            | Het Beste van 4                   | RTL 4         |                                                                                                  |
| 2000-2001       | De Firma List en Bedrog           | RTL 4         |                                                                                                  |
| 2000-2009       | Life & Cooking                    | RTL 4         | samen met Carlo Boszhard en Rudolph van Veen/Vincent van Essen/Robert Verweij                    |
| 2002            | Opening Walt Disney Studio's      | RTL 4         | samen met Koen Wauters                                                                           |
| 2003            | De Bachelor                       | RTL 4         |                                                                                                  |
| 2003            | De Carlo en Irene Show            | RTL 4         | samen met Carlo Boszhard                                                                         |
| 2004-2006       | Waar een wil is                   | RTL 4         |                                                                                                  |
| 2005            | Er Is Zoveel Meer                 | RTL 4         |                                                                                                  |
| 2006-2008, 2010 | RTL Boulevard                     | RTL 4         | ter vervanging van Daphne Bunskoek en Winston Gerschtanowitz                                     |
| 2007            | Jong Geleerd                      | RTL 4         | samen met Carlo Boszhard                                                                         |
| 2007-2009       | Doe een Wens                      | RTL 4         | samen met Wendy van Dijk                                                                         |
| 2008            | Alles is Kerst                    | RTL 4         |                                                                                                  |
| 2009-2021       | De TV Kantine                     | RTL 4         | samen met Carlo Boszhard                                                                         |
| 2009-2010       | Ik hou van Holland                | RTL 4         | invalpresentatrice                                                                               |
| 2009-2010       | Ik kom bij je eten                | RTL 4         |                                                                                                  |
| 2009            | Let's Dance                       | RTL 4         | samen met Carlo Boszhard                                                                         |
| 2009-2015       | Carlo & Irene: Life 4 You         | RTL 4         | samen met Carlo Boszhard en Rudolph van Veen/Sandra Ysbrandy                                     |
| 2010            | Buurt op Stelten                  | RTL 4         | eenmalig voor het Oranje Fonds, samen met Winston Gerschtanowitz                                 |
| 2011            | Wie is mijn vader?                | RTL 4         | eenmalig                                                                                         |
| 2011            | Zie Ze Vliegen                    | RTL 4         | samen met Carlo Boszhard, Gordon en Chantal Janzen                                               |
| 2012            | Verbouwen Zonder Grenzen          | RTL 4         |                                                                                                  |
| 2013            | Bouwval Gezocht                   | RTL 4         |                                                                                                  |
| 2013            | RTL Viert de Koning               | RTL 4         |                                                                                                  |
| 2014            | Typisch Carlo & Irene             | RTL 4         | samen met Carlo Boszhard                                                                         |
| 2014-2015       | Geef mij nu je angst              | RTL 4         |                                                                                                  |
| 2015            | Nederland in de Auto              | RTL 5         | voice-over                                                                                       |
| 2016            | Zeesterren                        | RTL 4         |                                                                                                  |
| 2016            | Carlo's TV Café                   | RTL 4         | presentatie aflevering 18, samen met Carlo Boszhard                                              |
| 2016            | De Vreemde Eend                   | SBS6          | samen met Jeroen van der Boom en Gerard Joling                                                   |
| 2016-2018       | Shownieuws                        | SBS6          | invalpresentatrice                                                                               |
| 2016            | Over smaak valt te twisten        | SBS6          | samen met Rudolph van Veen                                                                       |
| 2016-2018       | Naar bed met Irene                | SBS6          |                                                                                                  |
| 2016            | Irene en Rudolph Vieren Kerst     | SBS6          | één week, samen met Rudolph van Veen                                                             |
| 2016            | SBS Sterren Surprise              | SBS6          | eenmalige aflevering                                                                             |
| 2017-2018       | De wereld rond met 80-jarigen     | SBS6          | voice-over                                                                                       |
| 2017-2018       | De perfecte vraag                 | SBS6          |                                                                                                  |
| 2017            | Onvergetelijke Herinneringen      | SBS6          | eenmalige aflevering, samen met Jeroen van der Boom en Kees Tol                                  |
| 2017            | Zo Viert Nederland Kerst          | SBS6          | één week, samen met Winston Gerschtanowitz, Marlayne Sahupala, Kees Tol en Kim-Lian van der Meij |
| 2018            | Marktplaats: Heel Holland Handelt | SBS6          | samen met Leonie ter Braak, Jeroen van der Boom, Shelly Sterk en Maik de Boer                    |
| 2018            | Topper Gezocht!                   | SBS6          | samen met Gerard Joling, Jeroen van der Boom, René Froger en Jan Smit                            |
| 2018            | Sinterklaasjournaal               | NTR           | gastrol                                                                                          |
| 2019            | Koffietijd                        | RTL 4         | invalpresentatrice                                                                               |
| 2019            | Dancing with the Stars            | RTL 4         | jurylid                                                                                          |
| 2019            | 5 Uur Live                        | RTL 4         | invalpresentatrice                                                                               |
| 2019-2020       | Doorbakken                        | Omroep MAX    |                                                                                                  |
| 2021            | De Casting Kantine                | RTL 4         | jurylid                                                                                          |
| 2021            | Oh, wat een jaar!                 | RTL 4         | deelnemer                                                                                        |
| 2022            | Make Up Your Mind                 | RTL 4         | gastjurylid                                                                                      |
| 2022            | Five Live                         | SBS6          | als Ellen Boetzelaer                                                                             |
| 2022            | De Verraders                      | RTL 4         | kandidaat                                                                                        |
| 2022            | The Masked Singer                 | RTL 4         | als Oliebol                                                                                      |
| 2023            | Alles is Muziek                   | RTL 4         | deelnemer                                                                                        |
| 2024            | Moordfeest                        | SBS6          | deelnemer                                                                                        |
| 2024            | Onderaan de streep                | BNNVARA       | deelnemer                                                                                        |
| 2024            | Ons kent Ons                      | RTL 4         | deelnemer                                                                                        |
| 2025            | Het perfecte plaatje in Italië    | RTL 4         | winnares                                                                                         |

### Films
- 1995 Pepernoten voor Sinterklaas
- 1996 Het Geheim van de Zonnesteen
- 1997 De Parel van de Woestijn
- 1998 De Vloek van Griebelstein
- 1999 Het Monster van Toth
- 2007 K3 en de kattenprins
- 2007 Ernst, Bobbie en de geslepen Onix (cameo met Carlo Boszhard)
- 2011 Bennie Stout
- 2014 Toscaanse Bruiloft (cameo tijdens aftiteling)
- 2014 Loenatik, te gek
- 2018 Elvy's Wereld: So Ibiza
- 2019 De Club van Sinterklaas: waar is het grote boek van Sinterklaas?
- 2022 Hart op de Juiste Plek

### Persiflageprogramma's
- Verschillende persiflages in Telekids
- Pittige tijden als onderdeel van Telekids - persiflage op Goede tijden, slechte tijden
- Hou van Holland als onderdeel van Life and Cooking - persiflage op het Nederlands Koninklijk Huis
- Onderdeel van de Carlo en Irene Show - verschillende persiflages
- Showtime als onderdeel in Life and Cooking - persiflages op Shownieuws, De Veerkampjes (als de Veerbootjes), Marianne van Wijnkoop en Mari van de Ven
- De Wereld slaat Door als onderdeel van Life and Cooking - persiflages op De Wereld Draait Door en overige.
- De TV Kantine - Sitcom met diverse persiflages.
- Zie ze vliegen, Comedy. Diverse persiflages, samen met Carlo Boszhard, Chantal Janzen en Gordon.

### Nasynchronisatie
- 1995 Pico en het Geheim van de Gouden Tempel - Prinses Marilyn
- 2011 RTL 4: Sokkiez - Sok Edith
- 2012 Sneeuwwitje - De Koningin
- 2012 Wreck-It Ralph - Sergeant Tamora Jean Calhoun
- 2013 Flits & het magische huis - Maggie
- 2014 Maja de Bij: Eerste Vlucht - Buzzlinda
- 2018 Ralph Breaks the Internet - Sergeant Tamora Jean Calhoun

### Theater
- 1990-1992 Telekids Roadshow
- 1995 De Smurfen House Tour
- 1996-1997 Kids Music Party
- 1996-1997 Telekids Theatertour
- 2005-2006 Iedereen maakt muziek in Sesamstraat
- 2006 Winx Club on Tour
- 2006 Het Grote Sinterklaasfestijn
- 2014 Kerst met een grote K, kerstshow van Karin Bloemen

## Discografie

### Albums
- 1991 Telehits deel 1
- 1991 Telehits deel 2
- 1994 Irene Moors en de Smurfen: Ga je mee naar Smurfenland
- 1995 Irene Moors en de Smurfen: Smurf the House
- 1997 Irene Moors Kids Music Party
- 1997 Telekids: Pittig cd'tje he!
- 1997 Pittige tijden met Carlo en Irene
- 1997 Parel van de Woestijn
- Het beste uit 10 jaar Telekids
- Het Beste uit 10 jaar Telekids (met bonus-cd Monster van Toth)

### Singles
| Single met eventuele hitnotering(en) in de Nederlandse Top 40 | Datum van verschijnen | Datum van binnenkomst | Hoogste positie | Aantal weken | Opmerkingen                  |
| ------------------------------------------------------------- | --------------------- | --------------------- | --------------- | ------------ | ---------------------------- |
| No Limit                                                      |                       | 14-1-1995             | 1               | 13           | met de Smurfen / Alarmschijf |
| Waarom Doe Jij Nooit Gewoon                                   |                       | 11-3-1995             | 36              | 3            | met de Smurfen               |
| 'k Heb Nieuwe Schoenen                                        |                       | 11-5-1995             | 35              | 2            | met de Smurfen               |
| Pittige Tijden                                                |                       | 8-3-1997              | 14              | 8            | Carlo & Irene                |
| Soap Soap, Wij Willen Soap                                    |                       | 25-10-1997            | tip             |              | Carlo & Irene                |
| Voor Het Eerst                                                | 23-12-2014            |                       |                 |              |                              |